# Sweet Thing
Sweet Thing — четвёртый студийный альбом (но пятый по счету — перед ним вышел рождественский альбом Boney’s Funky Christmas) американского саксофониста Бони Джеймса. Оригинальный релиз пластинки состоялся 27 мая 1997 года. Релиз на дисках прошёл только 10 марта 1998 года.
На запись диска Джеймсу было выделено много денег и времени, кроме того в его записи принял участие вокалист Эл Джеррау, который появился на заглавном треке «Sweet Thing». И хотя Бони Джеймс предпочитал не накладывать слова на музыку, оставляя композиции чисто инструментальными, он снова решил сделать исключение. Сам Джеймс объяснил это тем, что иногда композиция не функционирует без вокала. В поддержку альбома был организован концерт, на котором Джеймс выступил вместе с Элом Джеррау и Take 6. Альбом раскручивали на радиостанциях, вещавших в модных бутиках, ресторанах и кафе.
Альбом занял в чарте Heatseekers первую позицию, в Billboard 200 сто двенадцатую. Диск также попал в Top Contemporary Jazz Albums на вторую позицию, а в Top R&B/Hip-Hop Albums на сорок девятую строчку.

## Список композиций
| №  | Название           | Длительность |
| -- | ------------------ | ------------ |
| 1. | «East Bay»         | 5:19         |
| 2. | «Nothin' But Love» | 5:01         |
| 3. | «Words (Unspoken)» | 4:38         |
| 4. | «Sweet Thing»      | 3:56         |
| 5. | «It's All Good»    | 5:14         |
| 6. | «After the Rain»   | 4:40         |
| 7. | «Innocence»        | 4:30         |
| 8. | «I Still Dream»    | 4:14         |
| 9. | «Ivory Coast»      | 4:27         |

## Участники записи
- Бони Джеймс — синтезатор, клавишные, саксофон, сопрано-саксофон,тенор-саксофон, альт-саксофон, аранжировка, электрическое пианино, продюсер
- Тони Мэйден — гитара
- Лил Джон Робертс — ударные
- Дарелл Смит — клавишные, программирование ударных, аранжировка
- Эл Джеррау — вокал
- Джефф Каррутерс — программирование ударных, клавишные, аранжировка
- Лени Кастро, Паулино да Коста — перкуссия
- Пол Джексон — гитара
- Ларри Кемпел — бас-гитара
- Питер Уайт — гитара, аккордеон
- Брайан Джексон — дизайн